# Orchidantha fimbriata
Orchidantha fimbriata är en enhjärtbladig växtart som beskrevs av Richard Eric Holttum. Orchidantha fimbriata ingår i släktet Orchidantha och familjen Lowiaceae. Inga underarter finns listade.

## Bildgalleri

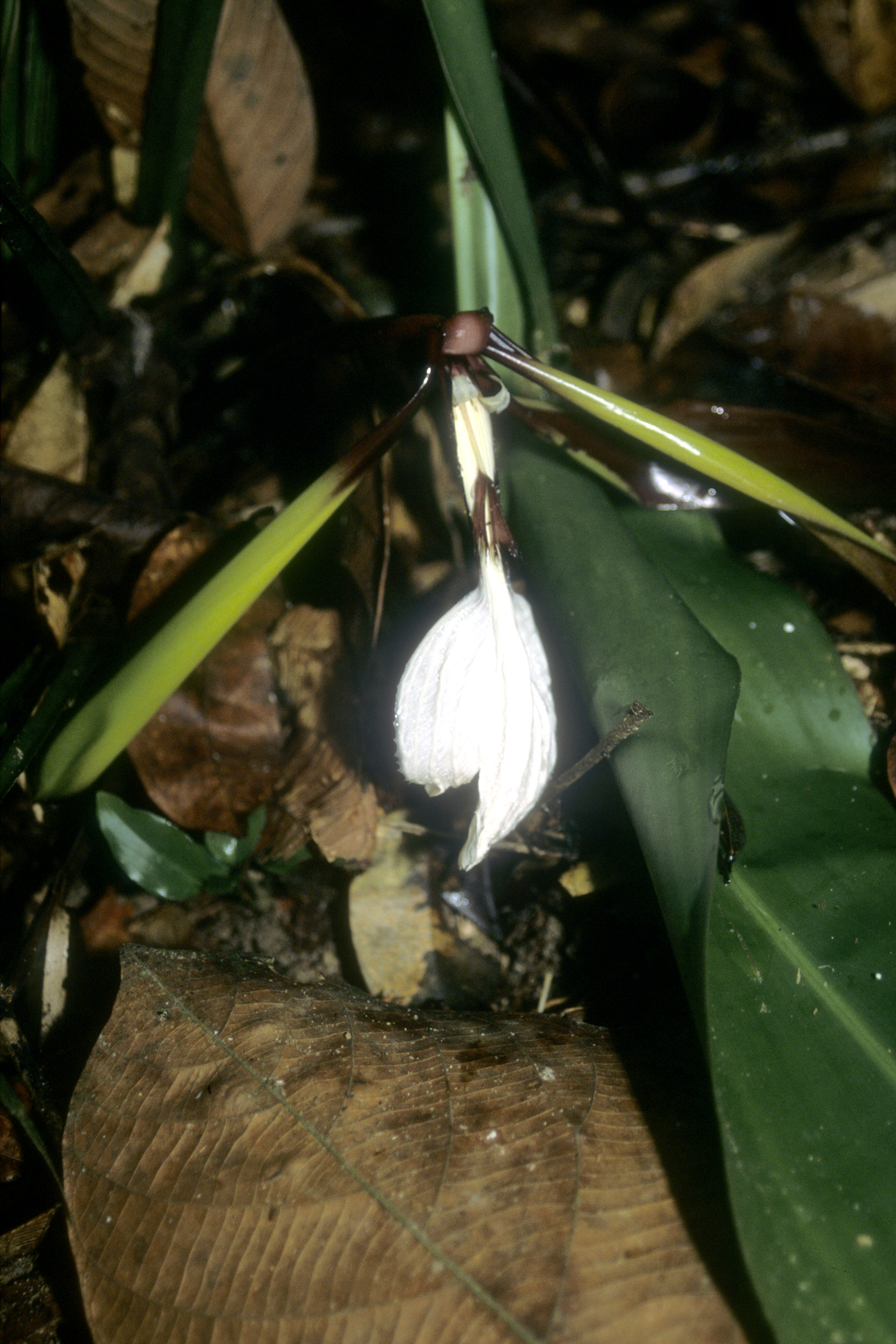
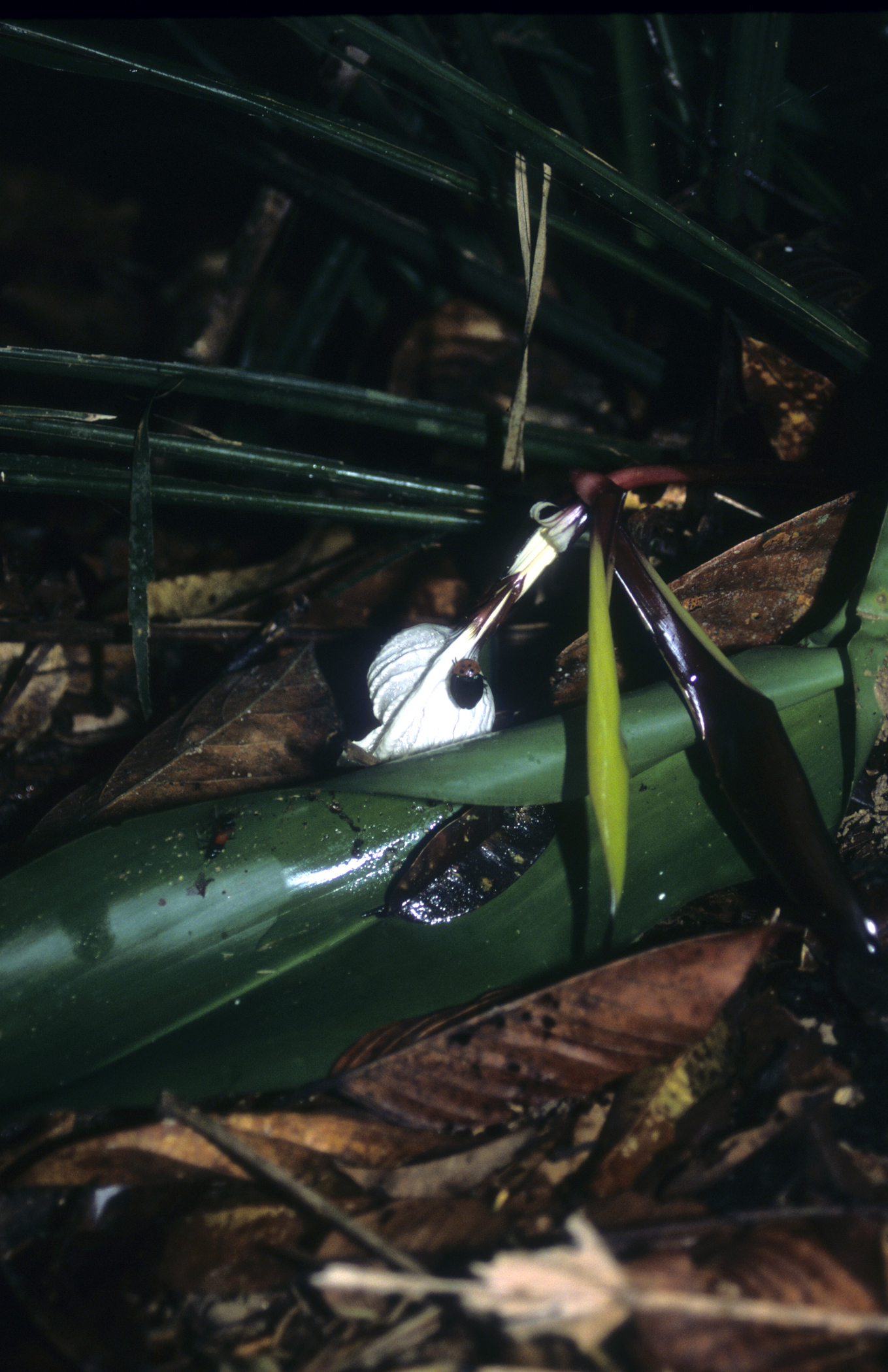